# Hotel Badeschloss

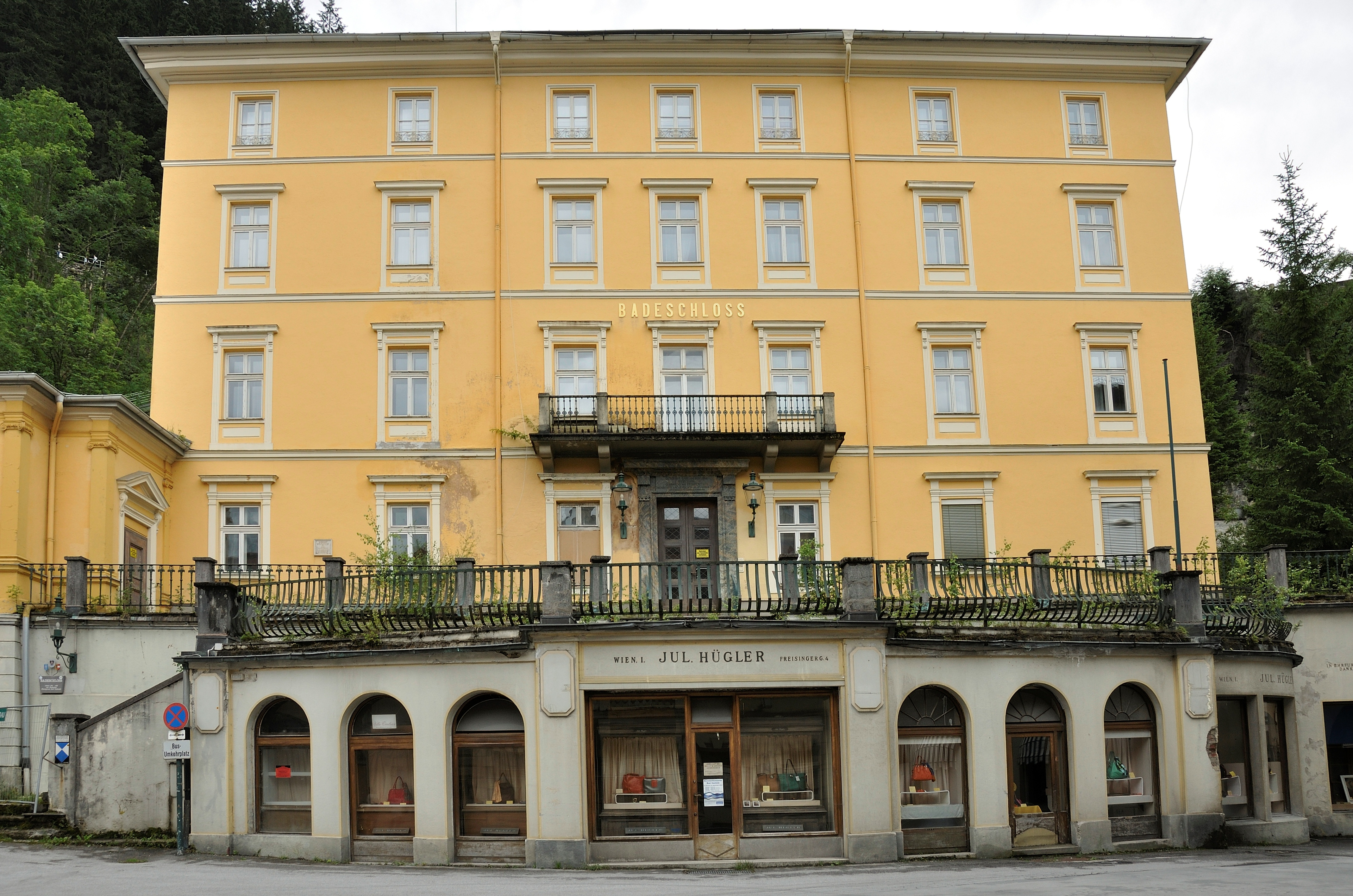
Hotel Badeschloss, 2012

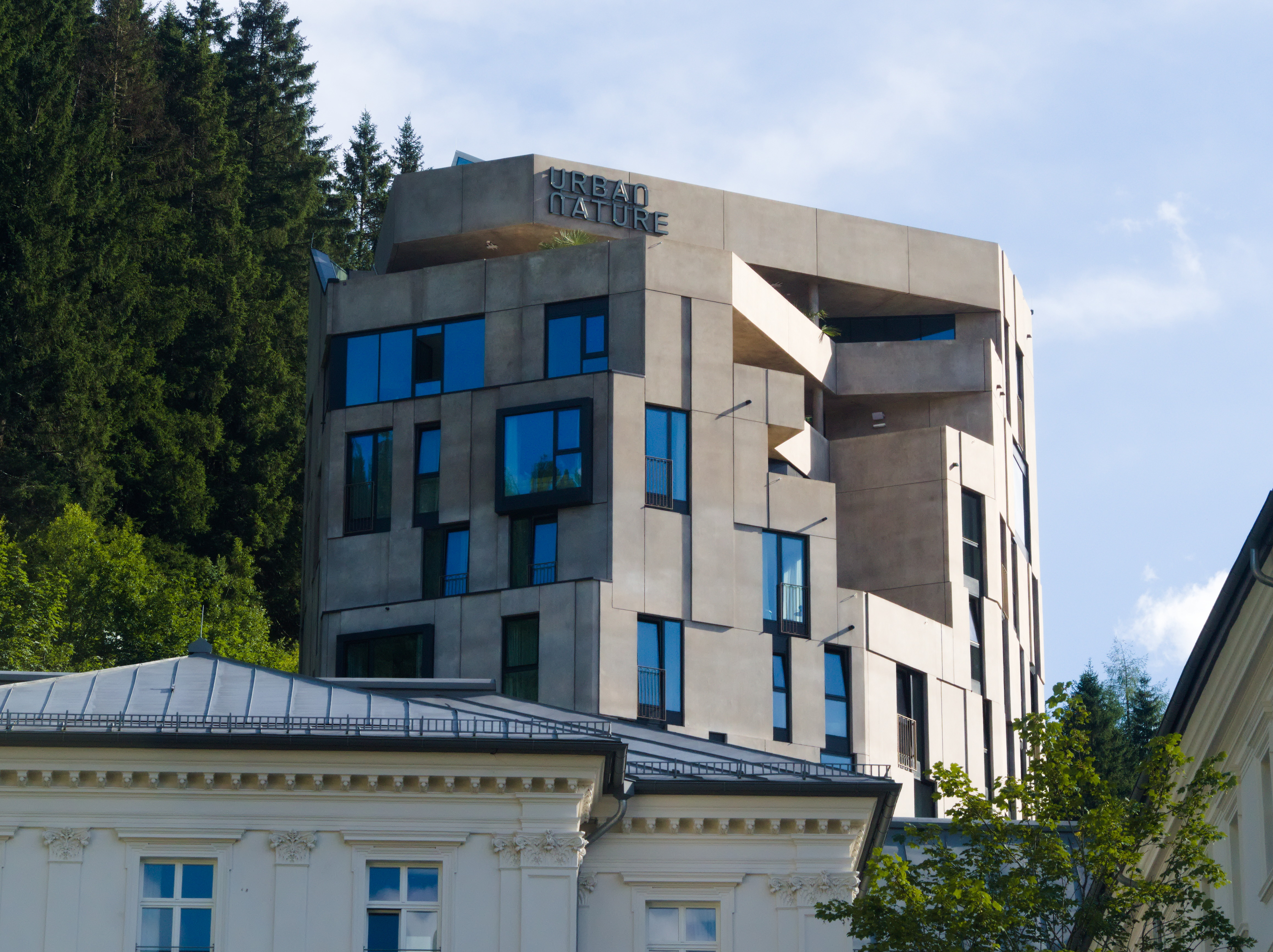
Seit der Wiedereröffnung 2023 ist das Hotel Badeschloss mit einem modernen Anbau ausgestattet

Das Hotel Badeschloss ist eine ehemalige öffentliche Kuranstalt und jetziges Hotel am Straubingerplatz 4 direkt neben dem Gasteiner Wasserfall in der Gemeinde Bad Gastein im Bezirk St. Johann im Pongau im Bundesland Salzburg. Es steht unter Denkmalschutz (Listeneintrag). Nachdem es jahrelang leerstand, brannte der Dachstuhl am 27. März 2013 nach einer Brandstiftung komplett aus, im Dezember 2023 wurde es wiedereröffnet.

## Geschichte
Das mit zweiflügeliger Treppenanlage erhöht gebaute Badeschloss wurde als erster Steinbau Badgasteins in den Jahren 1791 bis 1794 nach Plänen von Wolfgang Hagenauer im Auftrag des Salzburger Fürsterzbischof Colloredo errichtet. Das klassizistische Serpentinportal entstand 1794 nach einem Entwurf von Anton Högl.
1807 wurde das Schloss zu einem öffentlichen Kurhaus umgewandelt.
Ein Aquarell nach Matthäus Loder aus dem Jahr 1826 zeigt das Badeschloss als zweigeschoßigen Bau mit 7 Fensterachsen an der Hauptfassade und 5 Fensterachsen seitlich.
1857 wurde das Gebäude bis zum ersten Stock abgetragen und um zwei zusätzliche Stockwerke erhöht.
Ab 1912 war es ein Militärkurhaus, bevor es in den 1920er-Jahren zu einem Hotel umgebaut wurde.
1942 wurde ein Kurlazarett der Deutschen Wehrmacht im Badeschloss eingerichtet.
Nach der Nutzung stand es einige Jahrzehnte leer und war seit 1999 im Besitz des Wiener Immobilieninvestors Franz Duval, der es verfallen ließ. Am 27. März 2013 wurde der Dachstuhl ein Raub der Flammen, Ursache war laut Polizei Brandstiftung.
Am 14. November 2018 wurde bekanntgegeben, dass das Objekt durch die Münchner „Hirmer-Immobilien-Gruppe“ übernommen wurde. Die Käuferseite verpflichtete sich mit dem Abtretungsvertrag zur Errichtung eines gewerblichen Hotelbetriebs in der 4-Stern-Superior oder 5-Stern-Kategorie binnen drei Jahren ab Erlangung der dazu notwendigen Genehmigungen. Damit sollte sichergestellt werden, dass das historische Zentrum von Bad Gastein nicht verfällt. Am 1. Dezember 2023 wurde das sanierte Hotel Badeschloss wiedereröffnet.

## Berühmte Gäste
- 1859 weilte der preußische Generalfeldmarschall Helmuth von Moltke im Badeschloss. Er war sehr beeindruckt von der Kur, machte in Folge den deutschen Hochadel aufs Gasteinertal aufmerksam und kam selbst bis zu seinem Lebensende immer wieder nach Gastein.[11]
- 1861 hielt sich der griechische König Otto I. inkognito als Graf von Athene im Badeschloss auf.[12]
- Der deutsche Kaiser Wilhelm I. quartierte sich erstmals 1863 inkognito als Graf von Zollern im Badeschloss ein und kam dann jährlich – mit einer Unterbrechung ab 1866 durch den Deutschen Krieg – bis 1887 zu seinen sommerlichen Kuraufenthalten hierher,[3] wo er die Besuche des österreichischen Kaisers Franz Joseph I. empfing.[13]

## Architektur und Ausstattung

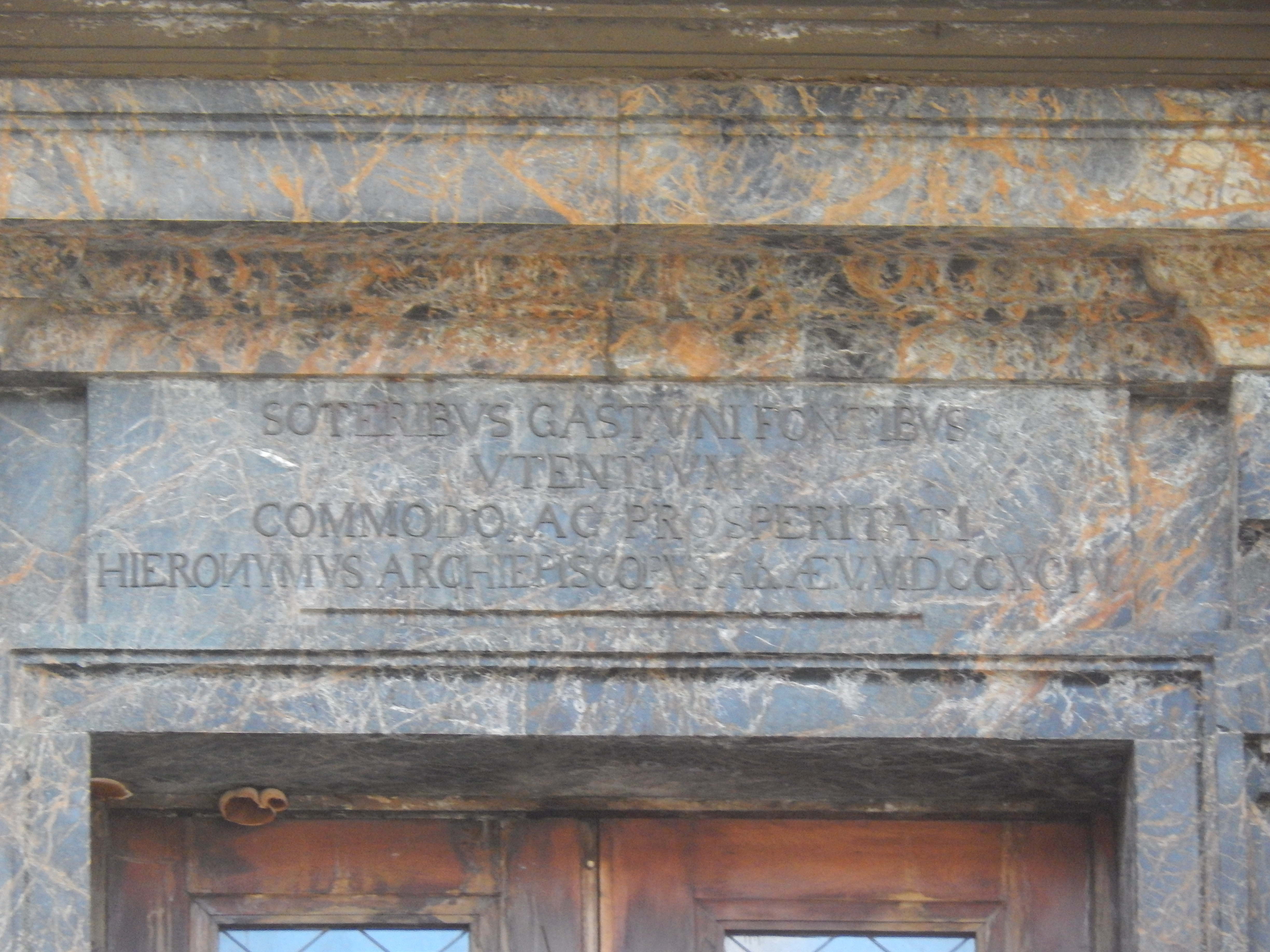
Inschrift über dem Portal

Das Gebäude ist ein viergeschoßiger und siebenachsiger Bau über einem Rechtecksgrundriss. Das Portal ist mit Umrandungen und Pilastern verziert. Darüber befindet sich eine Inschriftentafel von 1794.

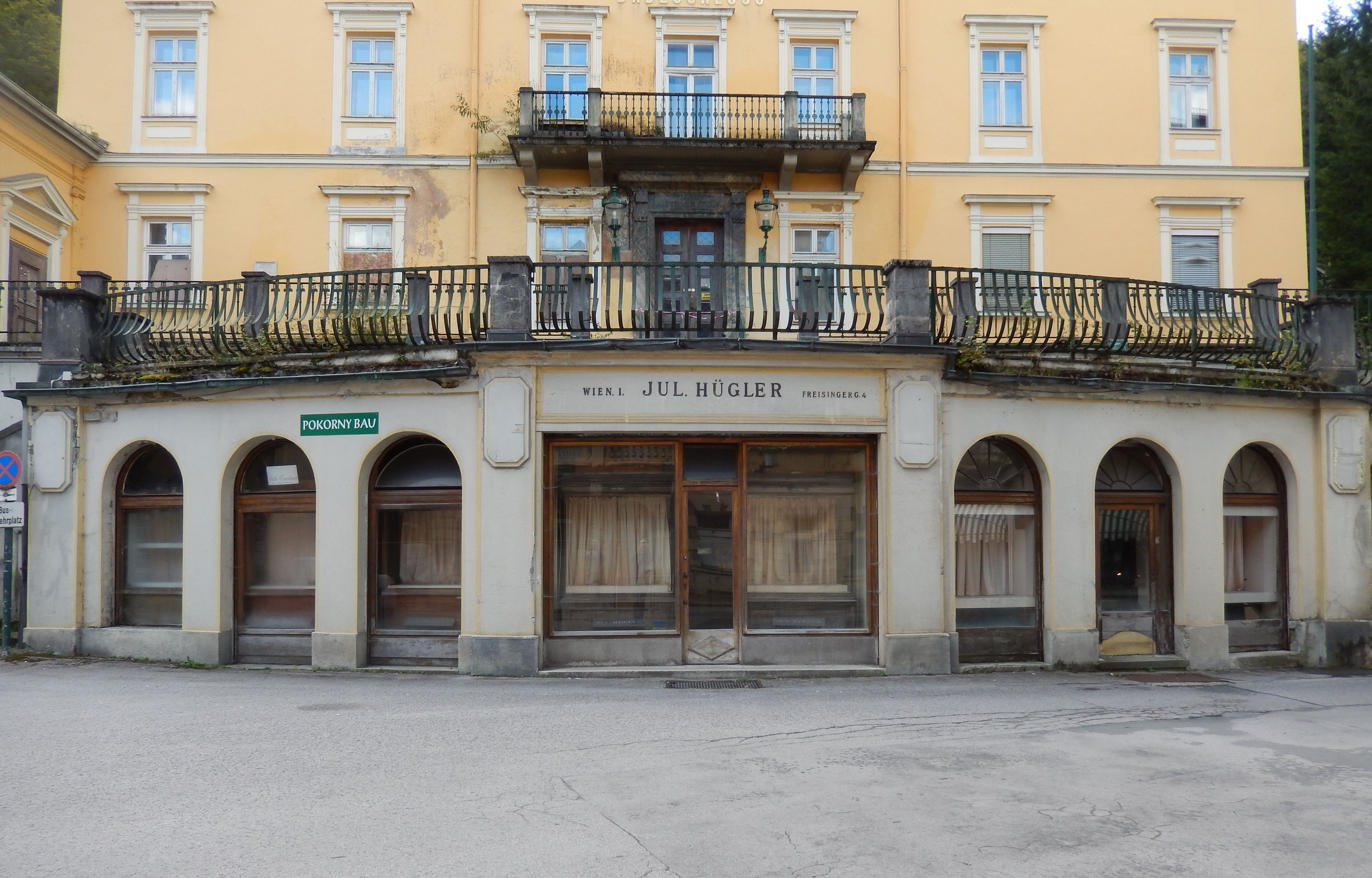
Ehemaliges Geschäftslokal des Juweliers Julius Hügler

In der zum Badeschloss führenden symmetrischen Doppeltreppe war ein Geschäftslokal des Juweliers Julius Hügler untergebracht, das in den Jahren 1924/25 nach Plänen von Hans Prutscher integriert wurde, dieses ist ins benachbarte Straubinger Grand Hotel Bad Gastein weitergezogen.